# Elefantenfuß (Pflanze)
Der Elefantenfuß (Beaucarnea recurvata) ist eine Pflanzenart der Gattung Beaucarnea in der Familie der Spargelgewächse (Asparagaceae). Das Artepitheton recurvata bedeutet „zurückgekrümmt“. Trivialnamen sind „Ponytail Palm“, „Monja“ und „Palma culona“.

## Beschreibung
Beaucarnea recurvata wächst als sukkulenter Baum und erreicht Wuchshöhen von bis zu 9 Metern. Der an der Basis nur mäßig geschwollene Stamm ist darüber schlank und nur wenig verzweigt. Der im Jugendstadium fast kugelförmige Caudex wird später 4 bis 6 Meter lang und erreicht an der Basis Durchmesser von bis zu 50 Zentimetern und mehr. Die Borke ist glatt. Die grünen linealischen, leicht verjüngten und zurückgebogenen Laubblätter sind dünn, flach oder leicht gefurcht. Sie sind 90 bis 180 Zentimeter lang und 15 bis 20 Millimeter breit. 
Der fast sitzende, breit eiförmige bis rispige Blütenstand erreicht eine Länge von mehr als 1 Meter. Seine Zweige erster Ordnung sind bis zu 30 Zentimeter, die unteren Seitenzweige bis zu 15 Zentimeter und die Verästelungen bis zu 5 Zentimeter lang. Die 3 bis 4 Millimeter langen kreisrunden Kapselfrüchte sind an ihrer Spitze und der Basis ausgerandet.

## Verbreitung und Systematik
Beaucarnea recurvata ist in Mexiko im Bundesstaat Veracruz in Xerophyten-Regionen verbreitet. Die Art wächst vergesellschaftet mit Neobuxbaumia scoparia und Selenicereus testudo.
Die Erstbeschreibung erfolgte 1861 durch Charles Lemaire. Ein nomenklatorisches  Synonym ist Nolina recurvata (Lem.) Hemsl. (1884).
Beaucarnea recurvata gehört zu Sektion Beaucarnea. Sie wächst in trockenen, tropischen Wäldern. Charakteristisch sind die unregelmäßig verzweigten Bäume mit dem basal verdickten Caudex. Typisch sind variable, herabfallende, gedrehte Blätter, während die verwandte Beaucarnea stricta steife Blätter besitzt.